# Шочо
Шочо (正長) је јапанска ера (ненко) која је настала после Оеи и пре Еикјо ере. Временски је трајала од априла 1428. до септембра 1429. године и припадала је Муромачи периоду. Владајући цареви били су Шоко и Го Ханазоно.

## Важнији догађаји Шочо ере
- 3. фебруар 1428. (Шочо 1, осамнаести дан првог месеца): Шогун Јошимочи умире у 43. години.[3]
- Август 1428. (Шочо 1, седми месец): Почиње Шочо побуна.
- 30. август 1428. (Шочо 1, двадесети дан седмог месеца): Цар Шоко умире у 27 години живота.[4]
- 7. септембар 1428. (Шочо 1, двадесетдевети дан седмог месеца): Десетогодишњи цар Го Ханазоно ступа на власт.[5]